# 東出雲町
東出雲町（ひがしいずもちょう）は、かつて島根県の北東部の中海の南にあった町。企業城下町であり、松江市のベッドタウンとして機能していた。
2011年（平成23年）8月1日、松江市に編入合併されて消滅し、松江市の一部（住所表記は「島根県松江市東出雲町〇〇」）となった。

## 概略
島根県の総人口が減少しつつある中、当町では増加傾向にあった（1995年 11,365人、2000年 12,275人、2005年 14,193人、2010年 14,351人。
古事記で黄泉比良坂（よもつひらさか、黄泉へと通じる道）のこの世側の半分とされる伊賦夜坂（いぶやざか）があり、「神蹟黄泉比良坂伊賦夜伝説地」の石碑が立つ。映画「瞬 またたき」のラストシーンの舞台にもなった。
町名を町民の若者が「ひがいも」と略して呼称することが多く、町内には「ひがいも食堂」という飲食店があった。

## 地理
- 日本、中国地方、島根県
- 京羅木山
- 中海
- 意宇川

## 隣接自治体
- 松江市
- 安来市

## 歴史

### 沿革
- 1954年（昭和29年）4月1日 - 揖屋町・出雲郷村・意東村が合併して東出雲町が発足。
- 1955年9月 - 町公会堂完成。
- 1955年10月 - 意東小学校上意東分校が上意東小学校に。
- 1957年4月 - 出雲郷・揖屋・意東の3中学校が統合により東出雲中学校に。
- 1968年3月 - 人口が1万人突破。
- 1970年4月 - 上意東小学校が統合により揖屋小学校上意東校舎に。
- 1973年4月 - 出雲郷に広域消防組合出張所設置。
- 1974年8月 - 新役場庁舎が完成。
- 1980年4月 - 町立総合体育館が完成。
- 1980年8月 - 中央公園野球場が完成。
- 1982年6月 - 中央公園多目的グラウンドが完成。
- 1986年2月 - 松江地区消防組合東出雲出張所が役場隣りに移転。
- 2011年（平成23年）8月1日 - 松江市に編入。同日東出雲町廃止。

## 特産物
- 蒲鉾
- 干し柿
- 佃煮
- 農産物
- 竹炭
- 農業機械

## 政治
- 町長：野津貞夫（合併のため在任期間は2011年7月31日まで）

### 東出雲町議会議員
- 議員定数 16人（合併のため在任期間は2011年7月31日まで）

## 松江市との合併の動き
東出雲町は2005年3月の合併では八束郡で唯一松江市との合併を拒否、単独町政を貫いていたが、2010年5月23日に行われた松江市を合併対象市町村とする合併協議会設置協議についての住民投票で賛成多数（「賛成5,542票(67％)」「反対2,735票(33％)」）となり、法定合併協議会の設置が決まった。そして2011年8月1日から隣接する松江市への合併で八束郡はすべて松江市域となり消滅した。

### 概略

#### 2005年の合併を巡って
- 2002年5月 松江市と八束郡の各町村と任意協議会「松江・八束合併推進協議会」を設立。
- 2002年10月 町長が単独表明をし合併協議から離脱。
- 2003年 住民投票の結果（「賛成(45.3％)」「反対(54.7％)」）により単独町制継続。

#### 2011年合併へ
- 2009年：松江市との任意合併協議会を設置。
- 2010年3月：合併協議会の設置が住民から直接請求。
- 2010年4月：合併協議会の設置について両議会での審議の結果、松江市議で可決、東出雲町議で否決。
- 2010年5月23日：松江市を合併対象市町村とする合併協議会設置協議についての住民投票。
- 2010年6月7日：松江市・東出雲町合併協議会設置。
- 2010年8月8日：松江市・東出雲町合併協定調印式。
- 2010年8月17日：東出雲町議会において合併関連議案可決。
- 2010年8月18日：松江市議会において合併関連議案可決。
- 2010年9月3日：松江市・東出雲町合併準備協議会設置。
- 2010年12月17日：島根県議会において合併関連議案可決。
- 2011年3月31日：総務大臣による合併（廃置分合）の官報告示〔合併の効力発生〕[2]。
- 2011年8月1日：松江市と東出雲町が合併。（八束郡東出雲町を廃し、その区域を松江市に編入。）

### 住民投票
- 正式名称：松江市を合併対象市町村とする合併協議会設置協議についての住民投票
- 投開票日：2010年5月23日
- 開票率：100%[3]

| 当日有権者数 | 投票総数 | 投票率 | 賛成票数 | 反対票数 |
| ------------ | -------- | ------ | -------- | -------- |
| 11180        | 8321     | 74.43% | 5542     | 2735     |

## 経済

### 町内に本社を置く企業
- 三菱マヒンドラ農機
- 島根日野自動車
- アスト技建
- フジキコーポレーション
- 日産部品山陰販売
- 東京靴

### 町内にある主な企業
- いすゞ自動車中国四国松江支店
- 極東開発工業山陰営業所
- 日ノ丸西濃運輸松江支店
- ヤマダ電機テックランド松江店
- トヨタ部品広島共販松江営業所
- コカ・コーラウエストチェーンストア山陰支店
- ヴィラノッツェレガール松江

## 金融機関
- 山陰合同銀行揖屋支店
- 米子信用金庫東出雲支店

## 郵便局
- 東出雲郵便局
- 出雲郷郵便局
- 意東郵便局

## 姉妹都市・提携都市

### 国内
- 尾道市（広島県）
  - 1994年5月産業文化友好交流都市盟約

## 地域

### 構成
- 出雲郷地区
- 揖屋地区
- 意東地区

### 警察
- 松江警察署 東出雲交番

### 教育
※現在、教育機関はすべて松江市立になっている。

#### 小学校
- 東出雲町立出雲郷小学校
- 東出雲町立揖屋小学校
- 東出雲町立意東小学校

#### 中学校
- 東出雲町立東出雲中学校

#### 高等学校・専門学校・大学
- 高等学校・専門学校･大学は存在しない。

### 健康

#### 公共スポーツ施設
- 東出雲中央公園
  - 野球場
  - 多目的グラウンド
  - テニスコート
- 東出雲町立総合体育館
- 錦浜ふれあい広場
- 東出雲町グラウンド・ゴルフ場：日本グラウンド・ゴルフ協会認定コース

## 交通

### 鉄道路線
- 西日本旅客鉄道
  - 山陰本線・揖屋駅
- まちの駅
  - 東出雲まちの駅女寅

### 道路
高速道路
山陰自動車道東出雲インターチェンジ
一般国道
町内を走る一般国道：国道9号
都道府県道
町内を走る県道：島根県道53号大東東出雲線

### バス
- 東出雲町生活路線バス「東出雲コミュニティバス」
- 安来市広域生活バス「イエローバス」（安来〜竹矢線）

## 観光
- 揖夜神社
- 黄泉比良坂
- 阿太加夜神社
- 陣幕久五郎の碑
- 女寅像
- 高清水神社
- 美人塚
- 佐藤忠次郎像

### 祭事・催事
- ホーランエンヤ（12年に1度の5月）
- 穂掛祭（毎年8月28日）
- ざいごフェスティバル

## 出身有名人

### 文化人
- 一氏義良（美術研究家）
- 野々内保太郎（画家）
- 佐藤忠次郎（佐藤造機創設者）
- 猪股義譲（細菌学者）
- 深田金之助（映画監督・映画製作者）
- 引野礼太郎（教育学者）

### 芸能人
- 市川門之介（歌舞伎役者）

### スポーツ選手
- 陣幕久五郎（第12代横綱）
- 石倉弘士（バレーボール選手、NECブルーロケッツ所属）
- 田部仁一（フェンシング･エペの部でバルセロナオリンピック出場）
- 深田伸夫（陸上競技：1500m･5000m元日本中学記録保持者）
- 小松ゆかり（1995年：名古屋国際女子マラソン 2位）
- 石倉一希（100m島根県記録保持者）
- 周藤直樹（元騎手）

### 芸術
- 野々内夏子（東出雲町在住、ヴァイオリニスト）
- 石原慎也（ミュージシャン）Saucy Dog

## その他
- 市外局番は、0852（20 - 99）となっている。
  - 揖屋電話交換所管轄（52、53）
  - なお、53局の区域は1985年までは安来電話交換所の区域であった。
- 郵便番号は以下の通りとなっている。
  - 東出雲郵便局:699-01xx